# 玛利亚修道院

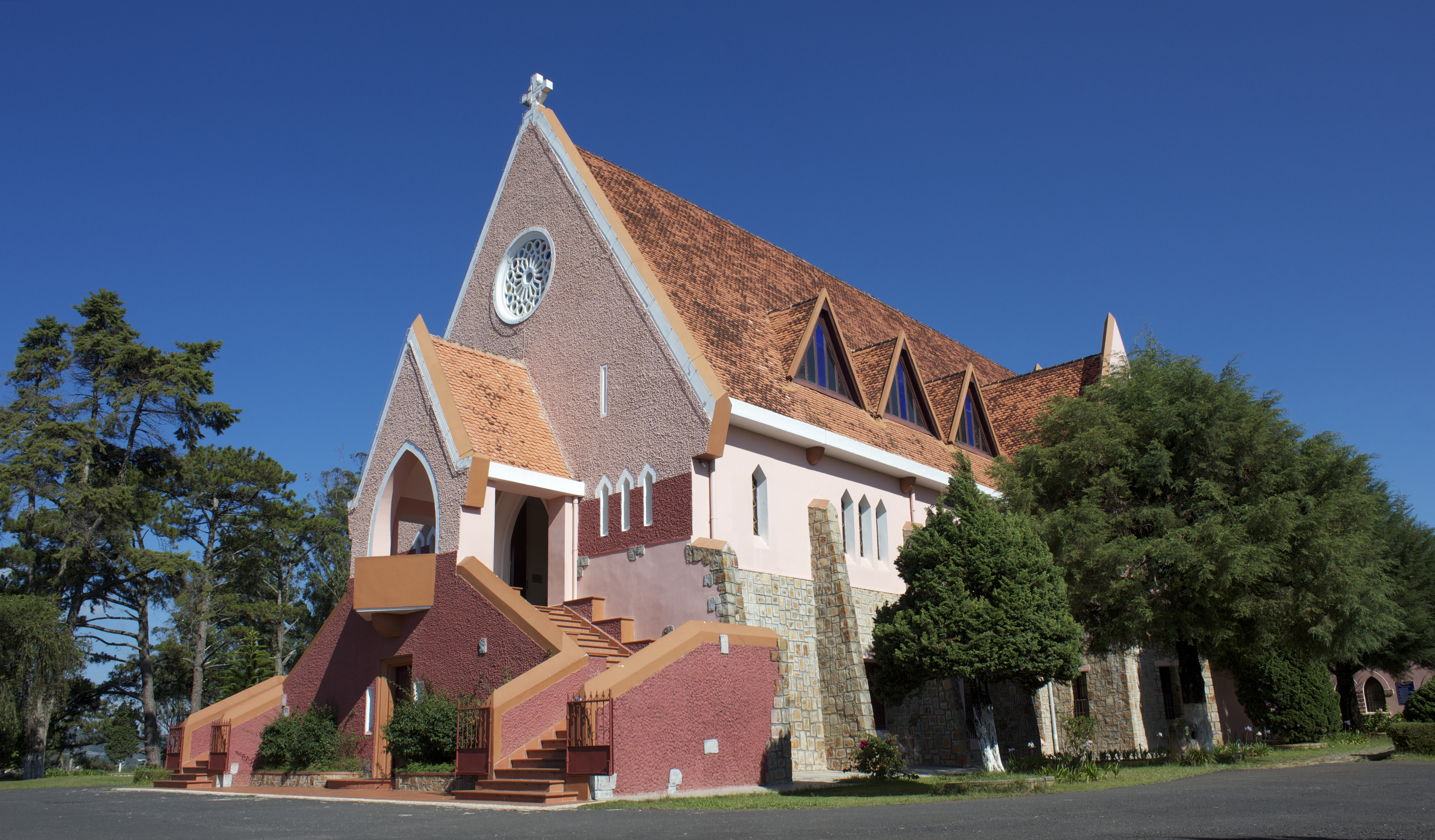
Vue de la chapelle

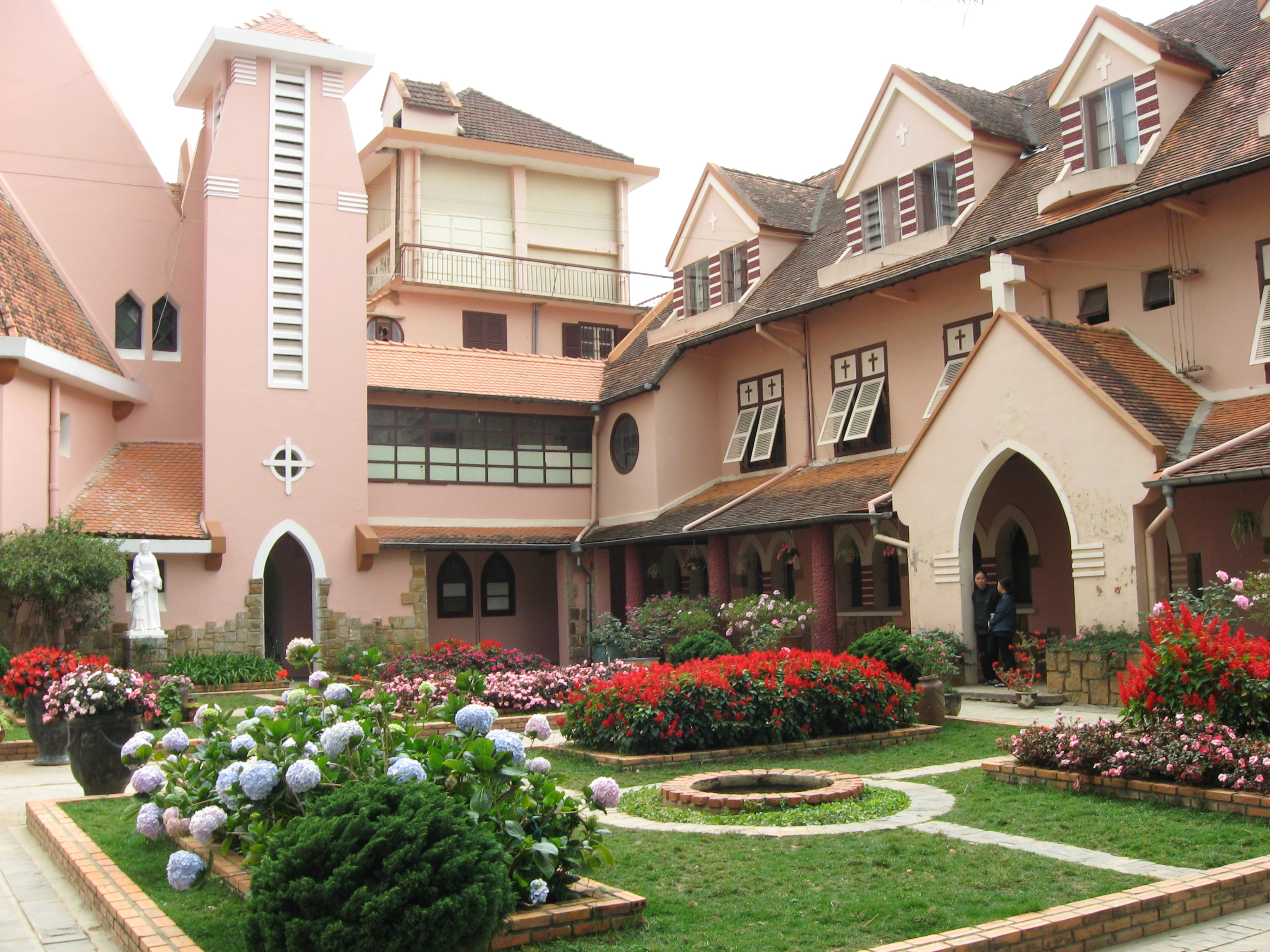
Vue du cloître

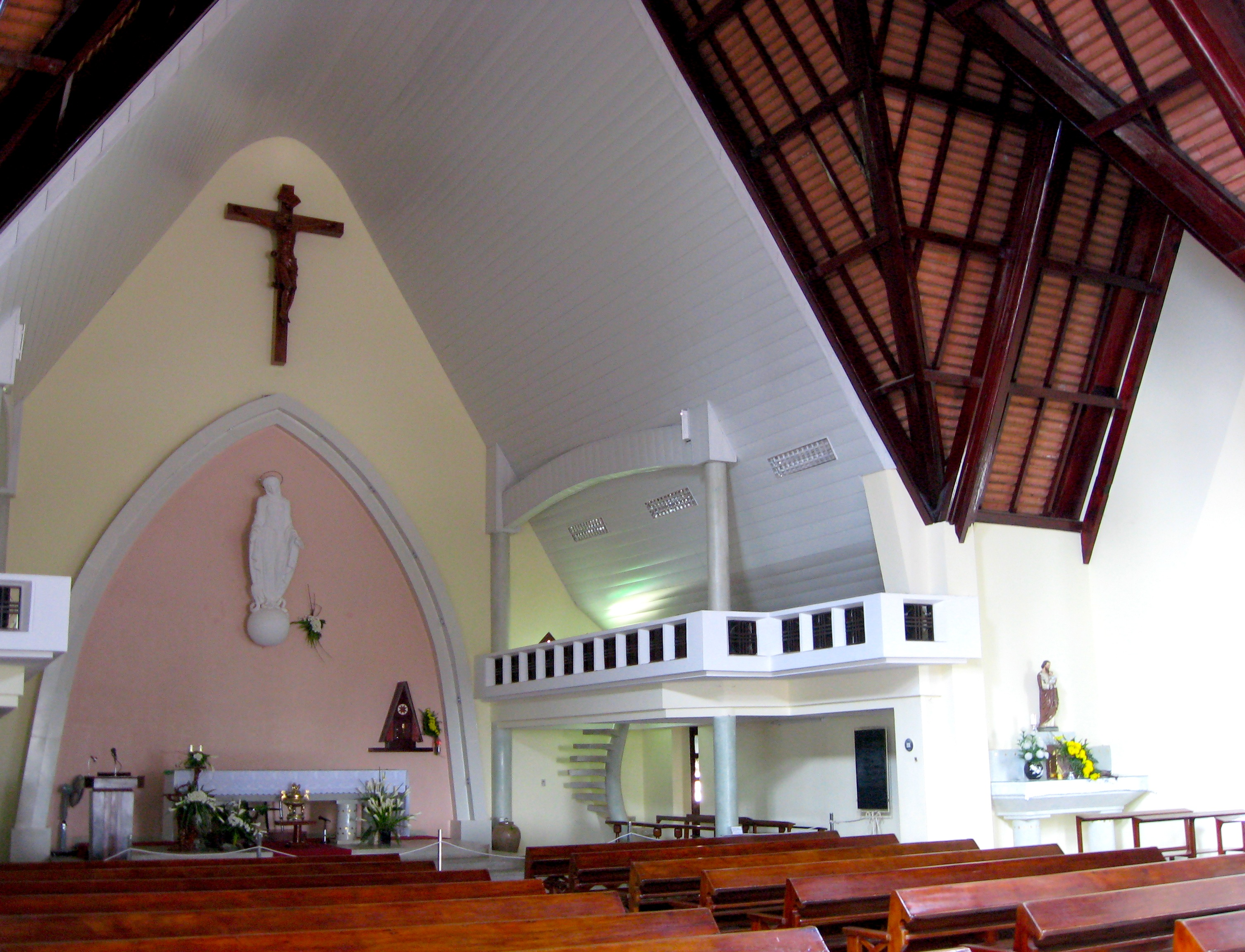
Intérieur de la chapelle

玛利亚修道院（Domaine de Marie），又名Mai Anh，是越南大叻的一座天主教修道院，建于1930年到1940年，坐落在市中心东北一公里的一个小山顶上。
法属印度支那的许多许多宗教机构，寄宿学校，疗养院等，都设于海拔1500米的避暑胜地大叻。保大皇帝及信仰天主教的南芳皇后也将夏宫设在这里。1954年南北分治后，修道院聚集大批来自北方的难民。1975年越共军队到来前，修道院有三百名修女，照管孤儿院和幼儿园。今天，越南修女仍在此处照顾残疾儿童，销售水果、糖果，以及手工艺品。
圣母雕像高3米，雕刻于1943年，作者是当时印度支那美术学校的主任Évariste Jonchère，捐赠者则是法属印度支那殖民部长让德句的妻子。